# Syllepte dianalis
Syllepte dianalis là một loài bướm đêm trong họ Crambidae.